# 特氏鈎鯰
特氏鈎鯰，是輻鰭魚綱鯰形目甲鯰科的一個種。

## 分布
本魚分布於南美洲蘇利南Maroni河流域。

## 特徵
本魚魚體布滿灰色小斑點，並延伸至鰭部。頭大，眼睛後位。頭上吻部的上方表面長有觸鬚。雌魚在兩眼之間只有一排剛毛，雄魚則有形成「V」形的兩排剛毛，觸鬚在繁殖期最為醒目，嘴型呈圓盤形，體長可達9.8公分。

## 生態
本魚棲息河川湍急的區域，吸附在石頭上，刮食岩石上的青苔，性情溫和。

## 經濟利用
為觀賞性魚類，常被飼養用來除去青苔。供養充分、水草豐茂的魚缸或漂白的綠色植物，是其理想的生存環境。